# 1 E11 s
- 1011 s 미만

- 3,760년 -- 알파벳이 발명되고 나서 흐른 시간.
- 3,800년 -- 청동기시대가 끝나고 철기시대가 시작되고 나서 흐른 시간.
- 4,500년 -- 말이 중국에서 처음으로 길들여지고 나서 흐른 시간.
- 5,300년 -- 수메르인이 쐐기형 문자를 발명하고 나서 흐른 시간.
- 5,400년 -- 신석기시대가 끝나고 청동기시대가 시작되고 나서 흐른 시간.
- 10,000년 -- 플라이스토세가 끝나고 홀로세가 시작되고 나서 흐른 시간.
- 12,000년 -- 구석기시대가 끝나고 신석기시대가 시작되고 나서 흐른 시간.

- 1012 s 이상